# Wołodijiwci (rejon czerniwecki)
Wołodijiwci (ukr. Володіївці) – wieś na Ukrainie, w obwodzie winnickim, w rejonie czerniweckim, nad Murafą. W 2001 roku liczyła 1045 mieszkańców.